# Jean d'Espagnet
Jean d'Espagnet (1564 - 1637 ou après) est un magistrat et alchimiste français, ami de François Viète. D'autre part, il fut juge dans des procès de sorcières dans le Pays basque.

## Biographie
Fils d’un médecin ordinaire de la ville de Bordeaux et né à Saint-Émilion, sa mère est veuve d’un juge ordinaire et fille d'un secrétaire du roi. Son père a soigné Henri IV, alors roi de Navarre, à Pau.
En 1590, Jean d'Espagnet est avocat à Bordeaux. En 1592, il est fait conseiller au Grand Conseil de Paris.
En 1594, il accueille avec son épouse la célèbre Marie de Gournay tandis que celle-ci se rend à Montaigne. La poétesse lui dédiera un long autoportrait. Sa figure est évoquée dans L’Ombre de la demoiselle de Gournay (1626).

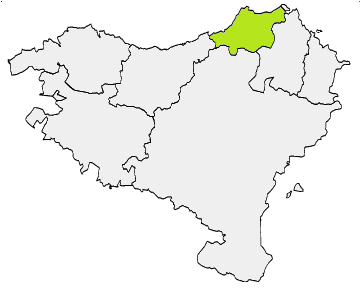
Localisation du Labourd

En 1601, il est président à mortier du Parlement de Bordeaux.
En 1608, il part pour la Cour, le bruit court à Bordeaux qu’il a vendu son office au sieur de Beaumond, pour le prix de cent mille livres, et qu’il a été nommé conseiller d’État avec huit cents écus de pension. En 1609, devenu conseiller d'État, il participe (brièvement) avec Pierre de Lancre aux enquêtes pour sorcellerie dans le Pays basque, au Labourd, le roi l'envoyant régler un différend entre pêcheurs français et espagnols[réf. nécessaire].
Jean d’Espagnet préside à deux reprises la chambre de l’Édit de Nérac (1605,1610), mais en décembre 1611, il quitte sa charge de président à mortier, vendue au conseiller bordelais Jean de Bavolier, mais dont il continue néanmoins à conserver les privilèges.
De 1609-12 à 1615, après la mort mystérieuse de son prédécesseur, il siège de nouveau à la Chambre de l'Édit à Nérac, à titre honorifique. Il demande la prééminence sur le président en exercice et l'obtient.
En 1621, il achète l'habitation du curé de Saint-Sulpice, au 17 rue du Hâ, demeure du XVe siècle passée entre les mains d'Antoine de Fumoze. Afin d’assembler les bâtiments, il entreprend la construction d’une vaste façade surhaussée au-dessus des toitures, coiffée de créneaux et percée d’une porte monumentale.

## Œuvres et travaux

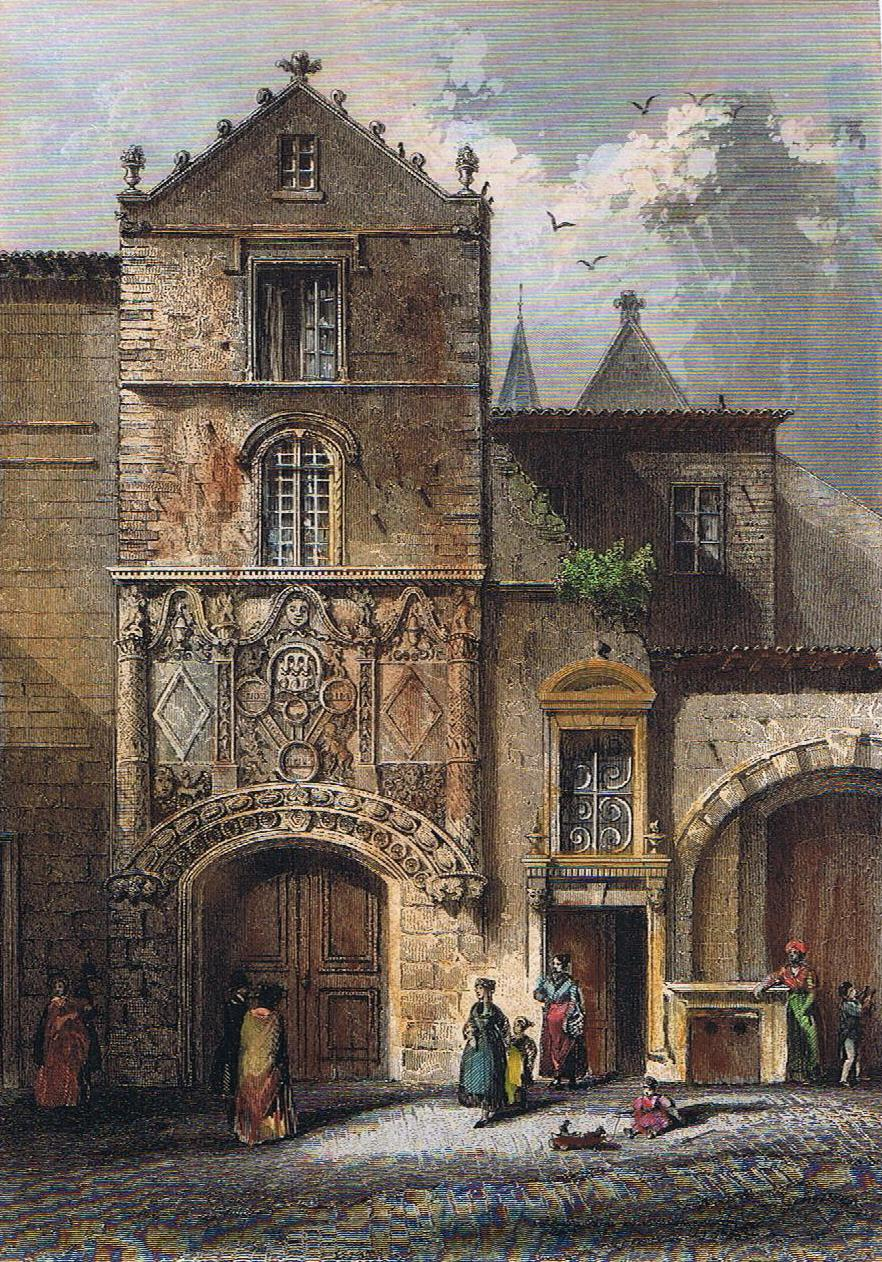
Gravure de la maison de d'Espagnet rue des Bahutiers à Bordeaux

Jean d'Espagnet est un collectionneur d'ouvrages, mais aussi un restaurateur : on lui doit une mise en lumière du rozier de Guerres attribué à Louis XI et un traité de l'institution du jeune prince, in-8, édité en 1616 chez Buon, à Paris (BN. R.24885). Sa bibliothèque passera à son fils Étienne, érudit en toute science, qui réussit dans la fabrication des verres de lunettes astronomiques. C'est par elle que Pierre de Fermat connaîtra les œuvres de Viète. La suite de sa descendance sera évoquée par Savignac
Jean d'Espagnet est surtout connu pour ses ouvrages ésotériques,
- En 1609, Le miroir des alchimistes ;
- Arcanum Hermeticae philosophiae opus (L'œuvre secret de la philosophie d'Hermès) (1616 ?, 1re éd. 1623), et un traité théorique, Enchiridion Physicae restitutae (La philosophie naturelle restituée) (1623), marqué par le paracelsisme et le néoplatonisme[6].

Il prend divers pseudonymes : pour son Miroir des alchimistes c'est "Chevalier Impérial", pour son Enchiridion la devise Spes mea in Agno est ("Mon espoir est dans l'agneau"), pour son Arcanum : "Penes nos unda Tagi" ("Pépites du Tage"). "Si l'on retranche [des deux devises : Spes mea in agno est, Penes nos unda Tagi] de chacune des lettres appartenant à Espagnet, on formera, des lettres superflues, cet autre axiome hermétique qui renferme un des plus grands mystères de l'art : Deus omnia in nos [Dieu est tout en nous], et l'on aura pour reliquat l'initiale du philosophe [E]" (Joseph Michaud).
On lui doit enfin, une inscription latine pour la statue de Henri IV, qui dès cette époque ornait le pont Neuf ainsi qu'une préface au livre de De Lancre sur les sorciers: L'Incrédulité et mécréance du sortilège pleinement convaincues, où il est traité de la vérité ou illusion du sortilège, de la fascination, de l'attouchement, du scopélisme, de la divination, de la ligature ou liaison magique, des apparitions et d'une infinité d'autres rares et nouveaux sujets
Dans ses ouvrages hermétiques, Jean d'Espagnet affirme sa croyance dans l'immutabilité des quatre éléments, la fixité des espèces organiques, l'existence des atomes, la pluralité des mondes (ce qui le rapproche de Giordano Bruno), l'esprit de l'univers et les signatures des choses inférieures. On lui doit notamment ces phrases de l' Enchiridion Physicae Restitutae, chapitre CCXLI : « Ceux qui croient que cette multitude presque innombrable de corps célestes que nous voyons a été créée seulement en considération du globe terrestre et pour l'utilité de ses habitants, comme s'ils en étaient le but, me paraissent se faire des illusions », ajoutant plus loin : « Il y aurait même plus de vraisemblance à croire que chaque globe est un monde particulier. »

### Œuvres
- L'Œuvre Secret de la Philosophie d'Hermès précédé de La Philosophie Naturelle Restituée, trad. J. Lefebvre-Desagues, Denoël (1970), Collection "Bibliotheca Hermetica"  (ISBN 9782960057515). Ou La philosophie naturelle rétablie en sa pureté suivi de L'ouvrage secret de la philosophie d'Hermès, rééd. de la version française de 1651, Beya, 2007, préface de Didier Kahn. Enchiridion physicae restitutae (1623) et Arcanum philosophiae hermeticae (1616)
- Le miroir des alchimistes (1609), 69 p.
- Bibliotheca chemica contracta ex delectu et emendatione Nathanis Albinei, imprimé chez Sumpt. J. A. et S. de Tournes (1673) ASIN: B001CH6Z9A

### Études
- Biographie universelle ancienne et moderne ..., par Joseph Fr. Michaud, Louis Gabriel Michaud, vol. 13 Paris Desplaces- 1855
- Joseph Maxwell, Un Magistrat Hermétiste, Jean d'Espagnet, Président du Parlement de Bordeaux, discours, Bordeaux, Gounouilhou, 1896 brochure in-8, 32 pp., broché.
- Dinah Ribard, « Sur plusieurs frontières : le président d’Espagnet (1564–après 1637) », Les Dossiers du Grihl, no Hors-série n°1,‎ 1er août 2022 (ISSN 1958-9247, DOI 10.4000/dossiersgrihl.6003, lire en ligne, consulté le 13 octobre 2024)